# أوين فريند
أوين فريند (بالإنجليزية: Owen Friend) هو لاعب كرة قاعدة أمريكي، ولد في 21 مارس 1927 في غرانيت سيتي في الولايات المتحدة، وتوفي في 14 أكتوبر 2007 في ويتشيتا في الولايات المتحدة.